# アロイス・コットマン賞
アロイス・コットマン賞 (独: Alois-Kottmann-Preis) は、ヴァイオリンのカント・ソロ形式クラシック演奏の国際的なコンクール・賞であり、国際的に優秀なヴァイオリン演奏者を称える。コンクールは毎年5〜6月のヘッセ・マイン・タウヌス・ホーフハイム国際音楽週間の期間に、ドイツフランクフルト・アム・マイン市近郊のホーフハイム・アム・タウヌス市で実施される。
アロイス・コットマン賞はコンクールの後、別日程で、フランクフルト市庁舎であるRömerのリンパーグホールにおいてフランクフルト市長であるペトラ・ロス博士から授与される。

## 歴史

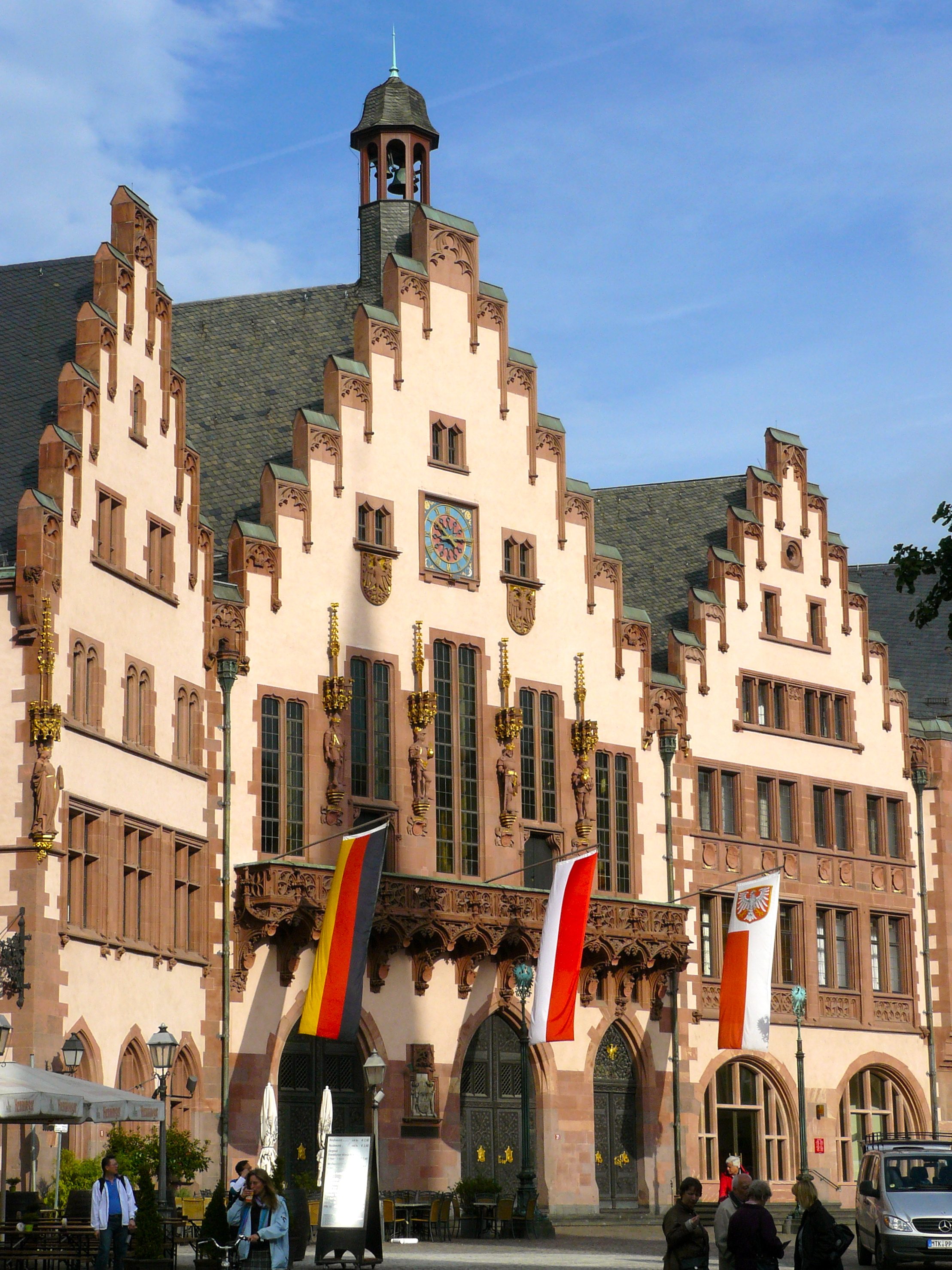
アロイス・コットマン賞の授賞式が行われる フランクフルト市庁舎 Römer

アロイス・コットマン賞は2001年に寄付により創設された。賞の名称はその創設者・寄進者であるドイツ人ヴァイオリニスト・大学教授、アロイス・コットマンに因む。
コンクールの最初の数年間はその卓越した才能と演奏を称えるための副賞とともに1人のみに授賞された。2005年には授賞者は2名に変更された。2006年、2007年には特別賞と奨励賞が導入された。2010年には1位と2位の順位と奨励賞が設定された。特別賞も設定された。
2006年には「ホーフハイム・アム・タウヌス市バッハ賞」は Sabrina-Vivian Höpcker (ドイツ) が、副賞は Rebecca Martin (ドイツ) が、特別賞は Célia Schann (フランス) が受賞した。

## 目的
アロイス・コットマン賞はフレッシュ・カーロイ以後、特にその最も顕著な表れであるアルマ・ムーディとマックス・ロスタルを代表とするフランクフルトのヴァイオリン伝統を奨励促進するものである。審査ではクラシック音楽分野に重点を置き、演奏の芸術性と演奏動作、そして奏者の個性が重視される。

「卓越したヴァイオリン奏者はその音色を認識することができるが、若い奏者には容易ではない。そこから聞こえるものはまことしやかであってもそこには個性はない。ヴァイオリンは人間がそれで歌うために創造されたものだ。」

アロイス・コットマン教授 (原文はドイツ語)

## 贈呈
本賞では賞状と銀製メダルに加えて賞金3000ユーロが贈呈される。

## 参加資格
コンクールは世界中のヴァイオリン奏者に開かれている。年齢制限はない。コンクール期間中、1年以上前に出版された楽譜を使用することが要求される。暗譜演奏は条件ではないし、特別な加点もない。コンクール応募の締切りは4月である。

## 審査委員
2010年現在の審査委員会の構成員は Margit Neubauer (歌手) である、Alois Kottmann (大学教授・バイオリン奏者・本賞創設者), Boris Kottmann (ヴァイオリン奏者。

## 受賞者一覧
| 年   | 本賞受賞者                                         | 国                       | 奨励賞受賞者                                                   | 国                       | 特別賞受賞者                                       | 国                         |
| ---- | -------------------------------------------------- | ------------------------ | -------------------------------------------------------------- | ------------------------ | -------------------------------------------------- | -------------------------- |
| 2001 | Bojidara Kouzmanova                                | ブルガリア               | Patricia Gross Vivien Wald                                     | ドイツ                   |                                                    |                            |
| 2002 | Ara Lee                                            | 韓国                     | Giuseppe Carotenuto Almut Frenzel Andrea E.-I. Kim Vivien Wald | イタリア ドイツ          |                                                    |                            |
| 2003 | Maria Azova                                        | ウズベキスタン           | Myung-Eun Lee Johanna Schlüter David Schultheiss               | 韓国 ドイツ              |                                                    |                            |
| 2004 | Julia-Evelyn Zis                                   | ポーランド               | Almut Frenzel                                                  | ドイツ                   | Eun-Ae Kim                                         | 韓国                       |
| 2005 | Aya Muraki 武藤順子                                | 米国 日本                | Marie-Luise Dingler Dina Zemtsova                              | ドイツ ロシア            | Anna Knopp Viviane Waschbüsch                      | オーストリア ドイツ        |
| 2006 | Yeo Young Yoon Myung Eun Lee                       | 韓国                     | Zsuzsanna Czentnár                                             | ハンガリー               | Bahadir Arkiliç                                    | トルコ                     |
| 2007 | Chloé Kiffer Istvan Horvath                        | フランス ドイツ          | Rebecca Martin                                                 | ドイツ                   | Célia Schann                                       | フランス                   |
| 2008 | Yan Yan Chang                                      | 中国                     | Byol Kang Martina Trumpp                                       | ドイツ                   |                                                    |                            |
| 2009 | Célia Schann Marcus Tanneberger Harim Chun         | フランス ドイツ 韓国     | Ludwig Dürichen                                                | ドイツ                   |                                                    |                            |
| 2010 | 1. Jayoung Jeon 2. Oleksii Semenenko               | 韓国 ウクライナ          | Liv Migdal Katja Schott                                        | ドイツ ウクライナ        | C. Christopher                                     | 台湾                       |
| 2011 | Senta Johanna Kraemer                              | ドイツ                   | Saschka Haberl Bo Xiang                                        | ドイツ 中国              |                                                    |                            |
| 2012 | not awarded                                        | ./.                      | not awarded                                                    | ./.                      | Jon Hess-Andersen Stephanie Appelhans Anna Neubert | デンマーク ドイツ          |
| 2013 | Olga Arnakuliyeva Lisa Maria Schumann Laura Zarina | ウクライナ 日本 ラトビア | Brenda Frasier Mika Seifert Julia Weissmann                    | 米国 フィンランド ロシア | SuJin Ann Verena Kurz Katja Pletzsch               | 韓国 ドイツ ウズベキスタン |